# Кулулу (Чад)
Кулулу (фр. Kouloulou) — деревня в Чаде, расположенная на территории региона Восточный Логон.

## Географическое положение
Деревня находится в южной части Чада, к западу от реки Пенде, к востоку от реки Западный Логон, на высоте 534 метров над уровнем моря.
Населённый пункт расположен на расстоянии приблизительно 454 километров к юго-востоку от столицы страны Нджамены.

## Климат
Климат деревни характеризуется как тропический, с сухой зимой и дождливым летом (Aw в классификации климатов Кёппена). Среднегодовая температура воздуха составляет 26,8 °C. Средняя температура самого холодного месяца (января) составляет 25 °С, самого жаркого месяца (апреля) — 30,1 °С. Расчётная многолетняя норма осадков — 1164 мм. В течение года количество осадков распределено неравномерно, основная их масса выпадает в период с апреля по октябрь. Наибольшее количество осадков выпадает в августе (292 мм).

## Транспорт
Ближайший аэропорт расположен в 10 км к западу, вблизи деревни Бегелькар.